# Наследование, сцепленное с полом
Наследование, сцепленное с полом — наследование какого-либо признака, ген которого находится в половых хромосомах. Наследование признаков, проявляющихся только у особей одного пола, но не определяемых генами, находящимися в половых хромосомах, называется наследованием, ограниченным полом.
Наследованием, сцепленным с X-хромосомой, называют наследование генов в случае, когда мужской пол гетерогаметен и характеризуется наличием Y-хромосомы (XY), а особи женского пола гомогаметны и имеют две X-хромосомы (XX). Таким типом наследования обладают все млекопитающие, кроме однопроходных, большинство насекомых и пресмыкающихся.
Наследованием, сцепленным с Z-хромосомой, называют наследование генов в случае, когда женский пол гетерогаметен и характеризуется наличием W-хромосомы (ZW), а особи мужского пола гомогаметны и имеют две Z-хромосомы (ZZ). Таким типом наследования обладают все представители класса птиц.
Если аллель сцепленного с полом гена, находящегося в X-хромосоме или Z-хромосоме, является рецессивным, то признак, определяемый этим геном, проявляется у всех особей гетерогаметного пола, которые получили этот аллель вместе с половой хромосомой, и у гомозиготных по этому аллелю особей гомогаметного пола. Это объясняется тем, что вторая половая хромосома (Y или W) у гетерогаметного пола не несет аллелей большинства или всех генов, находящихся в парной хромосоме.
Таким признаком гораздо чаще будут обладать особи гетерогаметного пола. Поэтому заболеваниями, которые вызываются рецессивными аллелями сцепленных с полом генов, гораздо чаще болеют мужчины, а женщины часто являются носителями таких аллелей.

## Примеры заболеваний человека, сцепленных с полом
- Гемофилия A
- Гемофилия В
- Дальтонизм
- Лекарственная гемолитическая анемия, связанная с дефицитом глюкозо-6-фосфатдегидрогеназы (Г6ФД)
- Синдром Лёша — Нихена
- X-связанный ихтиоз